# Snittøj
Snittøj, der bl.a. kaldes klup, skruesnit, skrueblik, bolt, eller træskruesnit, er de skrueskårne snittappe eller bakker, gevindsnit, der anvendes til gevindskæring, og som består af en (træ)skruegænge forsynet med et eller flere gejsfusjern, og et par håndtag der anvendes ved drejningen. Jf. ODS er det uden betydning om værktøjet anvendes til han eller hungevind.
Skrueblik, snitblik bruges til smågevind, indtil 5 mm ø. Til patentkluppe hører forskellige faste bakker der forskydes hen over et hul i vindejernet, således at hullet styrer bakken. Til gevindskæring af rør findes særlige rørkluppe. Gevindskæremøtrik er en bakke med udvendig sekskant, der drejes med en skruenøgle og anvendes til beskadigede gevind.
Snittappe anvendes til møtrikker (hungevind). 
Der er tre typer: spidstap, mellemtap og grundtap med hver sin form.